# Bless the Child (filme)

Bless the Child é um filme de terror e suspense americano-alemão dirigido por Chuck Russell e lançado em 2000.

## Elenco
- Kim Basinger como Maggie O'Connor
- Angela Bettis como Jenna O'Connor
- Rufus Sewell como Eric Stark
- Christina Ricci como Cheri Post
- Holliston Coleman como Cody O'Connor
- Jimmy Smits como Agent John Travis
- Michael Gaston como Detective Frank Bugatti
- Lumi Cavazos como filha Rosa
- Iam Holm como Reverendo Grissom